# Sunčeva fotonaponska elektrana Barban
Sunčeva fotonaponska elektrana Barban je trenutno u gradnji i po svemu će biti prva sunčeva fotonaponska elektrana u Hrvatskoj. Ona se gradi u sklopu buduće poduzetničke zone Barban - Krvavci, u blizini Barbana (Istra). Elektrana će imati instaliranu snagu od 1 MW, a proizvodila bi 1,2 milijuna kWh električne energije godišnje, na ekološki prihvatljiv način, koja će se prodavati Hrvatskoj energetskoj regulatornoj agenciji, no investitor tvrdi da će se većinom i trošiti u poduzetničkoj zoni (sva poduzeća zajedno u zoni će trošiti oko 650 kW). Barban kao mjesto za ovaj projekt odabran je sasvim slučajno, jer je Denis Kontošić bio jedini načelnik koji je odgovorio na upitnik investitora, a odaslan je bio svim općinama.
Plan je investitora da u cijeloj Hrvatskoj podigne 10 ovakvih elektrana, pokrivajući fotonaponskim pločama oko 50 000 m2, na potezu od Istre do Dubrovnika. Elektrane bi imale ukupnu snagu od oko 7 MW, a proizvodile bi 10,5 milijuna kWh godišnje, što je dostatno za napajanje oko 2 600 kućanstava tijekom cijele godine. Ukupna vrijednost tih investicija je 22 milijuna eura. Prva 2 MW trebala bi biti u pogonu 2012. Elektrana će pokrivati površinu od 17 767 m2.
Kao nagovještaj dobre suradnje, u Općini Barban je ugrađen rasvjetni stup, koji se napaja putem sunčeve fotonaponske energije, a koji je već postavljen na cesti uz buduću poduzetničku zonu.